# Волф Григорјевич Месинг
Волф Григорјевич Месинг (рус. Вольф Григорьевич Мессинг; Гора Калварија, 10. септембар 1899 — Москва, 8. новембар 1974) — совјетски видовњак и мађионичар.

## Биографија
Потиче из сиромашне јеврејске породице, био је приморан да се рано осамостали. Преселио се у Берлин, где је радио разне послове, док није спознао да има натприродне способности. Вести о његовим наводним моћима се проширила читавом Немачком.
Тридесетих година двадесетог века Нацистичка Немачка је био на врхунцу моћи. Месинг је јавно предвиђао пропаст Адолфа Хитлера, уколико нападну Русију. Ово предвиђање га је скупо коштало и принуђен је да напусти Немачку. Креће на исток Европе, тачније ка Русији и почиње да ради као мађионичар. Постаје веома близак тамошњем политичком врху.
Временом Месингу се поверавају и од његових предсказања зависе многе одлуке. Често је од њега савет тражио и сам вођа СССР Јосиф Стаљин.
На својим путовањима, Месинг је срео Аиду Рапапорт, и оженио се њоме. Били су петнаест година у браку. Пред крај живота, патио је од многих фобија - плашио се од мрака, да уђе у аутомобил или лифт.
Године 1973. обратио се Министарству здравља са предлогом да оформи лабораторију за проучавање његовог феномена - од новца који је он лично уложио. Министарство је прећутно одбило предлог. Преминуо је 8. новембра 1974. године, а онда се испоставило да је био један од ретких совјетских милионера - на књижицама у разним банкама оставио је милион рубаља, што је било око 20 милиона долара. Сахрањен је на јеврејском гробљу Востријаковскоје у Москви. Како није имао наследника, држава је конфисковала његов новац, а скромни надгробни споменик направили су му пријатељи о свом трошку.